# Чиста гра
«Чиста гра» (англ. Fair Play) — американський еротичний трилер 2023 року, знятий режисеркою-дебютантом Хлоєю Домонт за власним сценарієм. У головних ролях знялися актори: Фібі Дайневор, Олден Еренрайк, Едді Марсан і Річ Соммер. У фільмі розповідається про молоду пару, чиї стосунки починають руйнуватися після несподіваного підвищення в компанії гедж-фонду, яка провадить незаконну діяльність.
Прем'єра фільму «Чиста гра» відбулася на кінофестивалі «Санденс» 20 січня 2023 року, обмежений кінопрокат розпочався 29 вересня 2023 року, а 6 жовтня 2023 року фільм вийшов на стрімінговій платформі Netflix. Фільм отримав загалом позитивні відгуки критиків.

## Акторський склад
- Фібі Дайневор — Емілі
- Олден Еренрайк — Люк
- Едді Марсан — Кемпбелл
- Річ Соммер — Пол
- Себастіан Де Соуза — Рорі
- Джеральдін Сомервіль — мати Емілі
- Патрік Фішлер — Роберт Байнс

## Виробництво
Про зйомки фільму оголошено в грудні 2021 року, сценаристом і режисером стала Хлоя Домонт, а на головні ролі запрошено Олдена Еренрайка і Фібі Дайневор. Виробництво розпочалося в січні 2022 року в Сербії. У лютому до акторського складу приєдналися Себастьян Де Соуза, Едді Марсан і Річ Соммер.

## Сприйняття
На вебсайті агрегатора рецензій Rotten Tomatoes 87 % зі 180 відгуків критиків є позитивними із середньою оцінкою 7,4/10. Консенсус вебсайту говорить: «З впевненим стилем, який іноді нагадує найкращі трилери 90-х, „Чиста гра“ протиставляє дошлюбну дисгармонію жадібності та гендерній політиці в жорстокому світі фінансів». Metacritic, який використовує середньозважену оцінку, поставив фільму 74 бали зі 100 на основі думки 43 критиків, вказуючи на «загалом схвальні» рецензії.